# Robert Mayer (Maler)
Robert Mayer (* 18. Dezember 1899 in Oberensingen; † 2. Juni 1975 in Ludwigsburg) war ein deutscher Maler, Grafiker, Bildhauer und Kunstpädagoge.

## Leben und Werk
Robert Mayer studierte von 1925 bis 1930 bei Hans Spiegel, Arnold Waldschmidt, Heinrich Altherr, Anton Kolig und Ludwig Habich an der Kunstakademie Stuttgart. In den Jahren 1929 und 1930 war er Meisterschüler von Heinrich Altherr.
Von 1931 bis 1936 wirkte Robert Mayer als Kunsterzieher in Urach, Neckarsulm und Stuttgart. Von 1936 bis 1965 war er Kunsterzieher in Ludwigsburg, einzig unterbrochen durch Kriegsdienst und Gefangenschaft im Zweiten Weltkrieg.

## Ausstellungsteilnahmen (Auszug)
- 1929: Stuttgarter Sezession (Frauen, Gemälde).
- 1976: Gedächtnisausstellung in Ludwigsburg.